# Fiadanana (Antananarivo)
Pour les articles homonymes, voir Fiadanana.
Fiadanana est un  quartier de Mahamasina le 4ème arrondissement de Tananarive, la capitale de Madagascar.

## Description
Fiadanana abrite notamment le parc zoologique et botanique.
On y trouve des animaux sauvages, des plantes médicinales et des animaux plus communs comme des chameaux ou des sangliers.
L'État malgache a cessé d'améliorer ce parc dont l'entretien n'est quasiment plus fait. Les différentes espèces de lémuriens sont enfermées dans des cages vétustes de très petite taille. Un couple de grands aigles des mers se trouve dans une cage haute de 2 mètres et large de 4 mètres et ne peut donc pas voler.
Des organismes internationaux comme l'Union européenne et beaucoup d'autres ont accordé des financements au ministère chargé de l'environnement à Madagascar pour l'entretien du parc de Tsimbazaza, mais la crise politique que connait le pays a mis fin à ces aides. Les premiers à en pâtir sont les animaux eux-mêmes qui ne semblent pas en bonne santé et qui sont mal nourris.
Le Parc botanique et zoologique de Tsimbazaza est vétuste et sale mais possède une intéressante avifaune sauvage : 53 espèces aviennes (une grande héronnière concernant huit espèces, nidification également de l'Ombrette, etc.),.
Dans les années 2000, le taux de décès des lémuriens dans le zoo été très élevé et une enquête a été diligentée.